# 飛瀧神社
| 鳥居 |  | 境内 |
| 鳥居 |  | 境内 |

飛瀧神社（ひろうじんじゃ）は、和歌山県那智勝浦町那智山にある神社。御祭神は大己貴神。熊野那智大社の別宮。那智滝自体が大己貴神が現れた御神体となっており、本殿は存在しない。拝殿もなく、直接滝を拝むこととなる。滝の飛沫に触れることによって、延命長寿の霊験があるという伝説がある。
毎年7月14日に扇祭（那智の火祭）が開かれる。また毎年7月9日と12月27日に御滝注連縄張替行事が行われる。
境内地及び那智滝は、ユネスコの世界遺産『紀伊山地の霊場と参詣道』（2004年〈平成16年〉7月登録）の構成資産の一部となっている。

## 境内
- 那智滝（国指定名勝） - 当社の御神体。那智御瀧、一の瀧とも呼ばれている。滝壺までの落差は133メートルある。
- お滝拝所舞台
- 護摩堂
- 社務所

## 文化財

### 国指定名勝
- 那智滝

## 所在地
- 和歌山県那智勝浦町那智山

## 交通アクセス
- JR紀伊勝浦駅から熊野交通バス那智山行きで「滝前」下車、徒歩5分